# Пустовіт Ганна Анатоліївна
Пустов'іт Ганна Анатоліївна (Анна Пустовіт), (нар.14 серпня 1977) — українська поетеса.

## Біографія
Народилася 14 серпня 1977 року у місті Ровеньки на Луганщині.
Вчилася у середній школі № 4 імені Миколи Трублаїні. Ще у шкільні роки почала друкуватися у Ровеньківській міській газеті «Вперед» і відвідувала літературний гурток «Родники».
У 1999 році закінчила історичний факультет Луганського національного педагогічного університету ім. Т. Шевченка і отримала диплом з відзнакою за фахом вчитель всесвітньої історії.
Працювала у редакції газети «Вперед», головним спеціалістом з гуманітарних питань Ровеньківського міськвиконкому, викладачем предметів суспільного циклу у РГТ (нині РТЕК), вчителем історії у гімназії імені М.Трублаїні м. Ровеньки Луганської області.
Член Національної спілки письменників України з 2000 року.

## Творчий доробок
Перші вірші поетеси були надруковані у 1991 році у Ровеньківській міській газеті «Вперед».
Анна Пустовіт є автором низки збірок поезій:
- Любов і вічність віч-на-віч (1998)
- Засніжені яри (1998), до якої зокрема увійшов цикл «За мотивами закоханих листів»
- Приходит любовь (1998)
- Щоденники смутку (1999)

Добірки віршів поетеси друкувалися у колективних збірках «Жайвори над Луганщиною» (2004), «З ювілеєм, Україно!»(2006), «Перший понеділок весни» (2013), альманаху «Лугань» (2009, 2013).
Вірші Анни Пустовіт російською мовою надруковані у колективній збірці членів літературного об, єднання «Родники» м. Ровеньки «Разговор при свечах» (1998).
Проза у антології «Пастораль річечки» (2011).
З 1991 року поетеса друкувалася у міській газеті «Вперед».

## Громадська діяльність
Член Національної спілки письменників України.